# 東京都立練馬特別支援学校
東京都立練馬特別支援学校（とうきょうとりつ ねりまとくべつしえんがっこう）は、東京都練馬区高松にある公立特別支援学校。知的障害者を教育対象にしている。

## 概要
2012年（平成24年）に知的障害特別支援学校の高等部単独校として開校し、2017年（平成29年）4月時点で300名余の卒業生を送り出した。
2024年（令和6年）、職業教育を主とする専門学科である職能開発科が開設された。

## 学部
- 高等部
  - 普通科
  - 職能開発科

## 沿革
- 2012年（平成24年）
  - 4月1日 - 開校[2]。
  - 4月10日 - 第1回入学式。
  - 11月2日 - 開校式。
- 2024年（令和6年）4月 - 職能開発科開設[1]。標準服をモデルチェンジ[3]。

## 部活動
- スポーツ部
- 表現活動部
- アート部

## 主な進学元
- 東京都立高島特別支援学校
- 東京都立石神井特別支援学校
- 東京都立中野特別支援学校
- 杉並区立済美養護学校[4]

## アクセス
西武池袋線石神井公園駅北口から
- 石11・吉60：谷原三丁目経由 成増町行き
高松五丁目下車徒歩9分

西武池袋線練馬駅北口から
- 西武バス　練42：谷原二丁目経由 成増町行
高松五丁目下車徒歩9分